# Odsonne Édouard
Odsonne Édouard (Kourou, 1998. január 16. –) francia guyanai születésű francia utánpótlás válogatott labdarúgó, a Leicester City játékosa, kölcsönben a Crystal Palace-tól.
Az AF Bobigny ifjúsági csapataiban nevelkedett. Majd 2011 júliusában szerződött kötött a Paris Saint-Germainnel. A PSG-től kölcsönbe a Ligue 1-ben szereplő Toulouse-hoz került a 2016–2017-es szezonra. Majd a következő idényben a Celticben focizott, szintén kölcsönszerződéssel. A skót csapattal triplázott, a bajnokság mellett a skót és a ligakupát is megnyerte. Majd klubrekordot jelentő átigazolási díjért igazolt hozzájuk.
2018 és 2021 között  a Celticben focizott. Ebben az időszakban 94 mérkőzésen 57 gólt szerzett.
A 2021-2022-es idényt pedig már a Premier Leagueben szereplő Crystal Palace gárdájában kezdte el.

## Pályafutása

### Paris Saint-Germain

##### Korai szakasz
Édouard Francia-Guyanaban,  Kourou városában született. 2011-ben csatlakozott a Paris Saint-Germain Akadémiához. Előtte az amatőr AF Bobigny csapatában szerepelt. Első komolyabb sikerét a 2013–2014-es szezonban érte el, amikor a klub gólkirálya lett az U17-es csapatban. A U17-es bajnokságban 22 mérkőzésen 25 gólt szerzett.
2016. április 27-én profi szerződést írt alá a Paris Saint-Germain felnőtt csapatával. A 2016–2017-es előszezonban Édouard bekerült a PSG keretébe a 2016-os Nemzetközi Bajnokok Kupája sorozatra. A Leicester City ellen csereként pályára lépett és gólt is szerzett. A PSG 4–0-ra nyert az angol csapat ellen. Végül a párizsiak három győzelemmel a kupasorozat első helyen végeztek.

##### Toulouseban kölcsönben
2016. augusztus 8-án Édouard kölcsönbe az egész szezonra a Toulousehoz került. Új klubjában 2016. augusztus 14-én mutatkozott be, a Marseille elleni idegenbeli meccsen. A 74. percben állt be Issiaga Sylla helyett, a meccs 0–0-s döntetlennel zárult után. Édouard november 19-én szerezte első profi gólját a Metz ellen. A csapata azonban így is 2–1-es vereséget szenvedett hazai környezetben, csak a mérkőzés utolsó pillanatban sikerült szépítenie.

### Crystal Palace
2021. augusztus 31-én, az átigazolási határidő utolsó napján Édouard négyéves szerződést írt alá a Premier Leagueben szereplő Crystal Palacehoz. Szeptember 11-én álomszerűen debütált a Tottenham Hotspur elleni 3–0-s győzelem során.  A sikerből alaposan kivette a részét, hiszen csupán a 84. percben Christian Benteke helyett állt be. Ám a meccs hajrájában ahogy pályára lépett szinte rögtön eredményes volt. Majd a ráadásban is betalált, így ennyire rövid idő alatt is két gólt szerzett.
A folytatásban októberben az Arsenal elleni vendégszereplés alkalmával is eredményes volt. Az Ágyúsok azon a meccsen a 95. percben egyenlítettek, így 2-2-es döntetlennel zárult a meccs.
2021. december 28-án a Norwich City elleni 3-0-s hazai győzelem alkalmával előbb 11-est értékesített. Majd pedig a másik két gólnál az előkészítésben jeleskedett.
A 2022-es évet is góllal kezdte. Január 1-én a West Ham elleni hazai meccsen talált be a 83. percben. A pontszerzéshez ez azonban kevésnek bizonyult. A West Ham már az első félidő után három gólos előnnyel rendelkeztek és végül 3-2-re nyertek is a Selhurst Parkban.

#### Leicester City
2024. augusztus 30-án a Leicester City kölcsön vette a 2024–2025-ös szezon végéig.

## Statisztika
2022. január 8-i állapotnak megfelelően.
| Klub                | Szezon           | Bajnokság        | Bajnokság | Bajnokság | Kupa  | Kupa  | Ligakupa | Ligakupa | Nemzetközi | Nemzetközi | Összesen | Összesen |
| Klub                | Szezon           | Osztály          | Mérk.     | Gólok     | Mérk. | Gólok | Mérk.    | Gólok    | Mérk.      | Gólok      | Mérk.    | Gólok    |
| ------------------- | ---------------- | ---------------- | --------- | --------- | ----- | ----- | -------- | -------- | ---------- | ---------- | -------- | -------- |
| Paris Saint-Germain | 2015–16          | Ligue 1          | 0         | 0         | 0     | 0     | 0        | 0        | 0          | 0          | 0        | 0        |
| Toulouse(kölcsön)   | 2016–17          | Ligue 1          | 16        | 1         | 0     | 0     | 1        | 0        | —          | —          | 17       | 1        |
| Celtic(kölcsön)     | 2017–18          | Premiership      | 22        | 9         | 4     | 3     | 3        | 0        | 3          | 0          | 29       | 11       |
| Celtic              | 2018–19          | Premiership      | 32        | 15        | 4     | 3     | 3        | 0        | 13         | 5          | 52       | 23       |
| Celtic              | 2019–20          | Premiership      | 27        | 22        | 4     | 1     | 3        | 0        | 13         | 6          | 47       | 29       |
| Celtic              | 2020–21          | Premiership      | 31        | 18        | 1     | 0     | 1        | 0        | 7          | 4          | 40       | 22       |
| Celtic              | 2021–22          | Premiership      | 4         | 2         | 0     | 0     | 1        | 1        | 6          | 0          | 11       | 3        |
| Celtic              | Összesen         | Összesen         | 116       | 66        | 9     | 4     | 8        | 1        | 39         | 15         | 179      | 88       |
| Crystal Palace      | 2021-22          | Premier Legaue   | 17        | 5         | 1     | 0     | 0        | 0        | 0          | 0          | 18       | 5        |
| Karrier összesen    | Karrier összesen | Karrier összesen | 149       | 72        | 13    | 6     | 10       | 1        | 42         | 15         | 214      | 94       |

## Sikerei, díjai

### Klub
Paris Saint-Germain U19
- Francia harmadosztály U19-es bajnokság: 2015–16
- UEFA Ifjúsági Liga döntős: 2015–16[17]

Celtic
- Skót ligakupa: 2017–18

### Válogatott
- Franciaország U17
  - U17-es labdarúgó-Európa-bajnokság: 2015

### Egyéni
- - U17-es labdarúgó-Európa-bajnokság legjobb játékos: 2015
  - U17-es labdarúgó-Európa-bajnokság gólkirálya: 2015